# Resolució 677 del Consell de Seguretat de les Nacions Unides
La Resolució 677 del Consell de Seguretat de les Nacions Unides, adoptada per unanimitat el 28 de novembre de 1990 després de recordar resolucions 660 (1990), 662 (1990) i 674 (1990), el Consell va condemnar els intents d'Iraq d'alterar la informació demogràfica de Kuwait i les restriccions de moviment dels seus ciutadans.
Actuant sota el Capítol VII de la Carta de les Nacions Unides, el Consell també va condemnar els intents de l'Iraq de destruir els registres civils mantinguts pel Govern de Kuwait. Per tant, la resolució va ordenar al secretari general Javier Pérez de Cuéllar que es prengués la custòdia d'un registre de població de Kuwait que hagi estat certificat pel "Govern legítim de Kuwait" i que cobreixi el registre de població fins l'1 d'agost de 1990. També va demanar al Secretari General i al govern kuwaitià que estableixin un conjunt de normes i reglaments que regulen l'accés al registre.
La resolució va ser adoptada en previsió de la desaparició de kuwaitians o l'afluència de no kuwaitians a conseqüència de la política iraquiana al país ocupat.